# Надгробни споменик Рајку Петковићу у Луњевици (†1921)
Надгробни споменик Рајку Петковићу у Луњевици (†1921) (општина Горњи Милановац) подигнут је поднареднику војске Краљевине Срба, Хрвата и Словенаца који је прорекао дан своје смрти у 35-ој години. Споменик представља занимљиво историјско, али и лично сведочанство, јер покојник сам, са свог споменика, казује „тип” свог јунаштва.

## Рајко Петковић
Рајко Петковић рођен је 1886. године у Луњевици. Учесник је Балканских и Првог светског рата у чину поднаредника 4. чете 10. Пешадијског пука Шумадијске дивизије. По повратку из рата службовао је у Горњем Милановцу. Према сведочанству Драгомира Драга Петковића, аутора књиге „Луњевица на југу Шумадије” Рајко је свуда био радо виђен. Једном приликом, обратио се пријатељу и саборцу Милану Петковићу (иначе оцу Драгомира Драга Петковића), са молбом да му, ако га надживи, исклеше споменик: 
„Чуј Милане! Ако ме надживиш исклеши ми надгробни биљег и на њему урежи речи које ћу сâм са те хладне стене „говорити” о Рајку Петковићу српском поднареднику и о његовим јунаштвима. Молим те немој ништа изоставити, а немој ни додавати. Читаће то наша поколења, па нека читају истину.”
Необична прича даље следи: 21. новембра 1921. године Рајко се обратио мајци Аници са речима да је уснио необичан сан: „Мајко, ноћас сам сањао сан да сам упао у велику провалију и у сну ми мој најбољи друг рече: „Теби Рајко више нема повратка.” Аница се загледала у њега, високог два метра, плећатог, крупног, здравог, као „од брда одваљеног” и посаветовала га: „Сине, сан је сан, о томе не размишљај.” Кобног дана, Рајко је на путу до посла прво свратио у кафану „Слога”. Попивши ракију, кафеџију Драга оставио је у чуду речима: „Мој пријатељу, ово ми је последња.” Као и сваког дана, док се пео на дужност уз степенице Среског начелства, убио га је из карабина жандарм Радомир Станишић из Ваљева.
Милан Петковић је следеће године испунио Рајков аманет: „отесао” је без накнаде споменик на коме су уписана сва Рајкова јунаштва, као и разлог његове погибије. Наиме, текст исписан на полеђини споменика знатно је дужи од оног наведеног у књизи, али је тешко је читљив због близине ограде и густог растиња.
Судбина Рајка Петковића свакако заслужује пажњу и даља истраживања − исчитавање комплетног текста епитафа и проналажење докумената у Међуопштинском историјском архиву у Чачку која се односе на овај случај.  

## Споменик

### Димензије, материјал и стање споменика
Стуб димензија 150х439х16 cm исклесан је од жућкастог пешчара делимично прекривеног патином. Покривка је у виду степенасто профилисане плоче. На појединим партијама још су видљиви трагови првобитне полихромије. Осим уломка у горњем делу, споменик је солидно очуван, очишћен и убетониран у подлогу. Рестаурацију је извршила Рајкова унука Миља Петковић Галус 2014. године. 

### Опис споменика
На лицу споменика приказана је фигура војника у „ставу мирно”, руку опуштених низ тело. Упечатљив лик моделован је у барељефу, док је тело приказано плошно. Униформа је приказана сумарно, осим пар детаља: шајкаче, еполета, медаље на грудима, опасача са бајонетом и војничких чизама. Око главе, у форми ореола лучно је исписано: РАЈКО ПЕТКОВИЋ ПОДНАРЕДНИК, а изнад: ПОГИНО 21 НОВЕМГРА 1921 Г. Са страна, изнад рамена пише: СП. ПОДИ 1922. Исказ се на истој висини наставља на десном боку: ОВАЈ СПОМЕН ПОДИЖЕ СИН СТОЈАН И МАТИ АНИЦА. У врху задње стране исклесан је велики клинасти крст на постољу, испод кога је густо исписан текст епитафа. Натпис се, исписан у дугим вертикалним низовима наставља на бочним странама споменика.
Целокупан приказ одаје руку невештог, приученог мајстора, али плени детаљима који одају снагу и карактер покојника (јака вилица, кицошки бркови, осмех, прстење на рукама...). 

### Епитаф
Текст уклесан читким словима на полеђини и бочним странама споменика гласи:
ЈА САМ ВОЈНИЧКИ ЈУНАК БИО НАД СВЕ ЈУНАКЕ.
СВЕ САМ РАТОВЕ ПРОШАО, СВУДА САМ СТИЗАО
И СА ТУРЦИМА САМ РАТОВАО.
ПРЕШАО САМ ЦРНУ ГОРУ, АЛБАНИЈУ, ЈАДРАНСКО МОРЕ...
НА СОЛУНУ САМ РАТОВАО СА ШВАБАМА И БУГАРИМА.
БУГАРЕ САМ У РОВОВИМА ЖИВЕ У ШАКЕ ХВАТАО
И ПРЕДАВАО МОМЕ КОМАНДИРУ 4. ЧЕТЕ
10. ПЕШАДИЈСКОГ ПУКА ШУМАДИЈСКЕ ДИВИЗИЈЕ.
У РАТОВИМА САМ МНОГЕ ПРЕПРЕКЕ САВЛАДАО,
КРОЗ БОДЉИКАВУ ЖИЦУ САМ СЕ ПРОВЛАЧИО,
У НЕПРИЈАТЕЉСКЕ РОВОВЕ УСКАКАО,
ПА НИГДЕ НЕ ИЗГУБИХ ГЛАВУ,
НО ИЗГУБИХ ЈЕ 21. НОВЕМБРА 1921. ГОДИНЕ
У ЗГРАДИ СРЕСКОГ НАЧЕЛСТВА У ГОРЊЕМ МИЛАНОВЦУ...
ВАКОГ ЈУНАКА НИЈЕ НИ РОДИЛА МАЈКА КАО ШТО БЕШЕ РАЈКО